# NGC 490
NGC 490 est une petite galaxie lenticulaire située dans la constellation des Poissons. NGC 490 a été découverte par l'astronome irlandais Bindon Blood Stoney en 1850. 

## Caractéristiques
Sa vitesse par rapport au fond diffus cosmologique est de 1 912 ± 28 km/s, ce qui correspond à une distance de Hubble de 28,2 ± 2,0 Mpc (∼92 millions d'al).